# Krásnohorská Dlhá Lúka
Krásnohorská Dlhá Lúka (in ungherese Várhosszúrét, in tedesco Lange Wiese) è un comune della Slovacchia facente parte del distretto di Rožňava, nella regione di Košice.

## Amministrazione

### Gemellaggi
- Ibrány